# Zumarraga (Samar)
Zumarraga is een gemeente in de Filipijnse provincie Samar op het eiland Buad. Bij de laatste census in 2007 had de gemeente bijna 17 duizend inwoners.

## Geografie

### Bestuurlijke indeling
Zumarraga is onderverdeeld in de volgende 25 barangays:
| - Alegria - Arteche - Bioso - Boblaran - Botaera - Buntay - Camayse - Canwarak - Ibarra - Lumalantang - Macalunod - Maga-an - Maputi | - Marapilit - Monbon - Mualbual - Pangdan - Poblacion 1 - Poblacion 2 - Poro - San Isidro - Sugod - Talib - Tinaugan - Tubigan |

## Demografie
Zumarraga had bij de census van 2007 een inwoneraantal van 16.743 mensen. Dit zijn 1.320 mensen (8,6%) meer dan bij de vorige census van 2000. De gemiddelde jaarlijkse groei komt daarmee uit op 1,14%, hetgeen lager is dan het landelijk jaarlijks gemiddelde over deze periode (2,04%). Vergeleken met de census van 1995 is het aantal mensen met 2.238 (15,4%) toegenomen.

De bevolkingsdichtheid van Zumarraga was ten tijde van de laatste census, met 16.743 inwoners op 38,55 km², 434,3 mensen per km².